# Società Nissena di Storia Patria

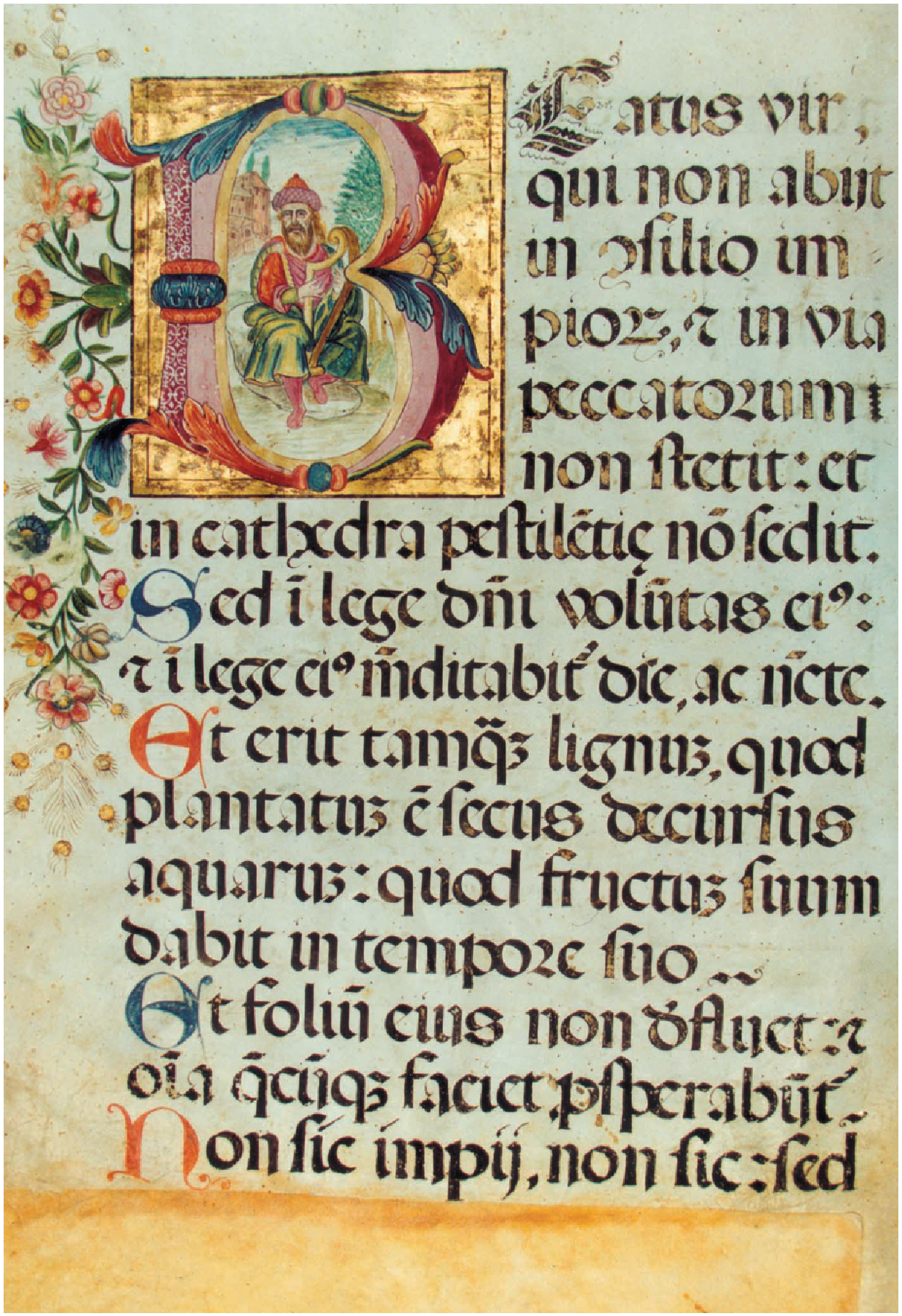
Salterio diurno miniato del XVII sec. già presente nella Biblioteca Scarabelli di Caltanissetta, rubato nel 2010; proveniva dal Convento dei Cappuccini in contrada Pigna

La Società Nissena di Storia Patria è una deputazione tematica statale che ha sede a Caltanissetta; essa viene fondata per iniziativa di studiosi e appassionati di storia, lettere, arti e problemi della società, prima facenti parte della Associazione culturale Officina del libro Luciano Scarabelli di Caltanissetta; successivamente, a seguito di un cambiamento statutario, si è trasformata, il 30 marzo 2012, in Società di Storia patria. Il 30 aprile 2014 ottiene il riconoscimento di ONLUS.
Scopo peculiare della Società Nissena di Storia Patria e quello di valorizzare e promuovere la storia, rilanciando la cultura del territorio nisseno.

## Storia
Nel 25 luglio 2007 inizia le pubblicazione della Rivista letteraria Archivio Nisseno, mentre l'anno dopo è pubblicato il primo volume della collana Scarabelliana dedicato a Luciano Scarabelli. Il 9 ottobre 2013 viene inaugurata la Sede della società in Via Xiboli nel Villaggio Santa Barbara; contestualmente all'apertura della nuova sede iniziano i: " Mercoledì di Storia Patria" incontri settimanali di approfondimento di temi scelti.
Il 30 aprile 2014, con il provvedimento n. 29504 della Direzione Regionale delle Entrate, la Società Nissena di Storia patria ottiene il riconoscimento formale come ONLUS, venendone così riconosciuto ufficialmente il suo ruolo nella tutela e conservazione dei patrimoni librari cittadini.

### Biblioteca delle biblioteche
A partire dal 2014 sono iniziate cospicue le donazioni, da parte di iscritti e non, di collezioni o fondi librari. Fondi che saranno oggetto di classificazione e conservazione, ognuno come fondo autonomo, in una apposita biblioteca in costruzione in quella che sarà la sede definitiva della società.
Lo stesso anno vengono concessi, da parte della Soprintendenza per i beni culturali e ambientali di Caltanissetta, i locali del piano terra, poco prima restaurati, del convento dell'Ordine dei frati minori annesso alla Chiesa di Santa Maria degli Angeli. Essendo la proprietà dell'immobile del Demanio dello Stato, solo in data 5 aprile 2016 viene sottoscritto il contratto di comodato gratuito dello stesso da parte della Società nissena di storia patria per l'usufrutto dei locali.
La struttura dell'ex convento è soprattutto dedicata alla "biblioteca delle biblioteche" con circa 40.000 volumi ricevuti, diventando nei fatti un «archivio delle memorie cittadine». Essa viene dedicata al socio Mario Arnone scomparso nel gennaio del 2016. 
Socio che grandemente ha contribuito alla creazione della stessa biblioteca donando circa 10.000 volumi, tra cui quelli dello zio Luigi Monaco già preside del liceo classico nisseno.

## Produzione letteraria
Nella sua breve esistenza la società ha prodotto con regolarità una rivista semestrale: Archivio Nisseno; rivista che affronta nei suoi articoli temi culturali e sociali riguardanti il territorio nisseno. Inoltre, ha prodotto dieci pubblicazioni monotematiche scritte dai soci iscritti.
Tra le pubblicazioni stampate, rilevante è il contributo di conoscenza sui momenti storici e sociali vissuti dalla Biblioteca Scarabelli. Biblioteca che rappresenta una delle istituzioni culturali più prestigiose della città nissena.
Parallelamente a questa conoscenza promossa sulla biblioteca, si sono sviluppate iniziative di conoscenza dei personaggi storici che hanno gravitato e inciso pesantemente nello sviluppo, formazione e promozione storico-culturale della stessa storica biblioteca cittadina.
Tra i personaggi storici più importanti studiati, ed oggetto di diversi articoli della rivista e delle monografie prodotte dalla Società, ricordiamo:
- Luciano Scarabelli[8][9]
- Domenico Marco[10]
- Calogero Manasia[11]
- Frate Girolamo Maria da Caltanissetta al secolo Pietro Guadagno[12]
- Giovanni Mulè Bertòlo
- Sebastiano Mottura
- Francesco Pulci
- Guglielmo Luigi Lanzirotti[13]

Altre figure del passato nisseno poco conosciute, ed oggetto di studi, sono:
- Giuseppe Antonio Brugnone[14] ·
- Marco Sbriziolo[15]
- Antonio Lanzirotti
- Domenico Marco d'Ivrea
- Sebastiano Mottura
- Pasquale Pulci[16]
- Alfonso Campanile
- Emilio Milan[17]

Figure religiose che hanno gravitato nel comprensorio nisseno:
- Marianna Amico Roxas[18]
- Padre Angelico Lipani[19]

Inoltre, è pubblicata nel numero del gennaio-giugno 2009 della rivista della Società un interessante articolo che pone nuovi approcci e riscontri storici sulla fondazione della città nissena dal titolo: Nuove considerazioni sulla fondazione di Caltanissetta.
Nel n. XIII della rivista, un articolo di Luigi Santagati parla della prima Società di Storia Patria Nissena: Pro Nissa, nata nel 1908 e scomparsa nel 1912.

## Iniziative
In occasione del centenario della morte, avvenuta il 21 settembre 1913, la società nissena di Storia patria insieme alla locale Pro Loco, organizza un incontro studio sullo scultore nisseno Michele Tripisciano, con la presentazione del XII numero della rivista. 
Il numero della rivista, pressoché interamente dedicato all'illustre personaggio nisseno, testimonia e analizza ciò che il Tripisciano ha fatto per la sua città natale e per l'Italia e quello che Caltanissetta ha fatto per Tripisciano.

In data 16 novembre 2013 la Società Nissena di Storia Patria e La Società Dante Alighieri invitano con un comunicato stampa l'amministrazione comunale ad acquisire 
(Antenna Rai. Un simbolo della città da valorizzare)
In data 1º febbraio 2014 la Società Nissena di Storia Patria si fa portavoce della esigenza di tutelare e valorizzare la vecchia tipografia dell'Istituto Umberto I, (già Ospizio di Beneficenza) che compirà 150 anni dalla fondazione nel 2014. 
Suggerendo l'utilizzo della tipografia dell'Ospizio, che opportunamente risistemata, potrebbe diventare un Museo dell'arte Tipografica, unico nel panorama museale in Sicilia. La Soprintendenza ai BB. CC. e AA. di Caltanissetta ha, a seguito dell'appello, attivato la procedura per la tutela dell'edificio e dei manufatti presenti.

## Biblioteca
Tra i compiti istituzionali più importanti va annoverata l'azione di tutela e salvaguardia dei singoli fondi librari, conservati nella loro autonomia, come testimonianza dei singoli donatori; ciò ha consentito di ottenere per la Società Nissena il riconoscimento di ONLUS. I fondi librari, insieme ai documenti di archivio dei donatori, costituiscono specifici autonomi archivi (fondi) che sono utili per lo studio dell'esperienza di vita e di studio dei titolari dei fondi stessi.
Tra i fondi librari spicca per il numero dei libri la donazione fatta dal deputato Mario Arnone con oltre 8.000 volumi e documenti vari. Di particolare valore storico-bibliografico l'emeroteca donata dallo studioso sommatinese Filippo Falcone, nonché la donazione dello scrittore deliano Stefano Vilardo, quella di Giuseppe Ianni, noto funzionario della pubblica istruzione, quella del noto penalista nisseno Vittorio Mammana e quella del professore Salvatore Mosca, già preside del Magistrale di Caltanissetta.
Nell'autunno del 2014 questi documenti e libri, opportunamente classificati, vengono messi a disposizione dei lettori nella biblioteca della società sita in locali del convento dell'Ordine dei frati minori annesso alla Chiesa di Santa Maria degli Angeli.

## Struttura organizzativa
La Società Nissena di Storia Patria ha sede a Caltanissetta ed è composta da sei membri del consiglio di amministrazione, che diventano 8 nel 2014, tre sindaci revisori e tre probiviri; conta al maggio 2014, 82 soci. Il presidente è anche, dal marzo 2013, coordinatore e portavoce della Consulta Regionale delle Società di Storia Patria Siciliane.